# Große Reibn
Die Große Reibn (Reibn bedeutet im Bairischen sowohl „Kurve“ als auch „Rundtour“) ist eine zwei- bis zweieinhalbtägige, anspruchsvolle Skitour in den Berchtesgadener Alpen. Die Route umrundet den Königssee im Uhrzeigersinn, verläuft dabei durch das Hagengebirge und das Steinerne Meer und endet im Wimbachtal.

## Routenverlauf
Die Route verläuft über den südwestlichen Rand des Göllstocks, das gesamte Hagengebirge, das Steinerne Meer und am Schluss über die Südliche Wimbachkette, einen Ausläufer des Hochkaltermassivs.
Im Einzelnen berührt die circa 70 Kilometer umfassende Bergfahrt die folgenden Wegpunkte: Hinterbrand – Torrener Joch (Stahlhaus) – Schneibstein – Windscharte (bis hierher identisch mit der Kleinen Reibn) – Schlunghorn – Schlungscharte – Schlum – Jägerbrunntrog – Eisgraben – Lehlingkopfscharte - Schönfeld – Blaue Lache – Lange Gasse – Niederbrunnsulzen (oder über den Funtenseetauern mit Abfahrt durchs Ledererkar) – Funtensee (Kärlingerhaus) – Hirschsattel – Hundstodscharte (ab hier identisch mit der Hundstodreibn) – Hochwies – Kematenschneid (Abstecher zum Seehorn möglich) – Loferer Seilergraben – Wimbachbrücke.
Es empfiehlt sich, der eigentlichen Großen Reibn einen „Zustiegstag“ vorzuschalten, an dessen Ende im Stahlhaus übernachtet wird. Dadurch gewinnt man eineinhalb bis zwei Stunden und 600 Höhenmeter. Ohne nennenswerten (Gegen-)Anstieg kann man das Stahlhaus von der Bergstation der Jennerbahn erreichen. Auf dem langen Wegstück vom Stahlhaus zum Kärlingerhaus sind ca. 1800 Höhenmeter im Aufstieg zu bewältigen – als Zeitbedarf sollte man im Hinblick auf die schwierige Orientierung und die Unwägbarkeit der Schnee- und Spurverhältnisse nicht weniger als 12 Stunden einplanen. Die Etappe vom Kärlingerhaus zur Wimbachbrücke führt noch einmal über mindestens 1000 bis 1200 Höhenmeter im Aufstieg, wofür mit einem Zeitbedarf von etwa sieben bis neun Stunden zu rechnen ist (je nachdem, wie weit man die Ski im Wimbachgries tragen muss).

## Einzelhinweise
- Von Kennern wird der Gipfelzug der Kragenköpfe (die kaum aus der Schlum emporragen) in der Regel östlich, d. h. links umgangen. Auch die einschlägige Führerliteratur empfiehlt diese Wegwahl. In der Alpenvereinskarte Hochkönig – Hagengebirge ist der Routenverlauf indessen rechts (westlich) der Kragenköpfe eingezeichnet.
- Die Einfahrt in den Eisgraben erfolgt zumeist über ein Band, das die rechtsseitigen (nördlichen) Begrenzungswände des Grabens durchzieht. Nach einem kurzen Steilhang ist dann (so gut wie) immer ein kurzer Abstieg über ein aperes Wandstück zu bewältigen. Je nach Schneelage kann diese (leichte) Kletterei über gut gestufte Fels- und Grasabsätze sehr kurz (zwei, drei Griffe) oder etwas länger sein. Dennoch sollte diese Stelle konzentriert begangen und die Skier auf jeden Fall rechtzeitig abgeschnallt werden.
- Vom Schönfeld (oder schon vorher von der Lehlingkopfscharte) kann man zur Röth abfahren und im Winterraum der Wasseralm übernachten (Schlüssel der Sektion benötigt). Von dort kann man die Tour anderntags mit dem Aufstieg zur Niederbrunnsulzen fortsetzen oder aber direkter über den Unsinnigen Winkl zum Funtenseetauern aufsteigen.
- Wenn die Befahrung des Loferer Seilergrabens aus irgendeinem Grund nicht ratsam erscheint, kann man von der Kematenschneid in ca. einer halben Stunde aufs Seehorn aufsteigen und von dort über die Kallbrunnalm nach Hinterthal (oberhalb von Weißbach bei Lofer) abfahren. In Hinterthal erreicht man die (bis dorthin für den Kfz-Verkehr zugelassene) Weißbacher Hirschbichlstraße.
- Auf der Wasseralm steht Trinkwasser aus dem Brunnen oder aus dem Bach zur Verfügung. Am Kärlingerhaus gibt es fließendes Wasser nur bei Plustemperaturen aus der Regenrinne, eventuell kann auch aus dem Funtensee Wasser entnommen werden. Ansonsten bleibt dort nur die Möglichkeit, Schnee mühsam aufzutauen.

## Jahreszeitlicher Rahmen
Als beste Zeit zur Durchführung der Tour empfiehlt sich das Frühjahr, abhängig von den jeweiligen Verhältnissen etwa von Ende März (nach der Umstellung der Uhr auf Sommerzeit) bis Anfang Mai. Der Hochwinter ist wegen der kurzen Tage und der geringeren Schneemengen in den höheren Lagen ungünstig. Die Bergwacht Berchtesgaden hat bereits in mehreren schwierigen Einsätzen Skitourengeher retten müssen, die einen Begehungsversuch vor dem Frühjahr wagten und sich bei einbrechender Dunkelheit mitten im freien Gelände befanden.
Ein Kriterium für die Terminplanung bildet natürlich auch die Öffnungszeit der Hütten: Rund um Ostern ist das Kärlingerhaus, sofern die Wetterverhältnisse es zulassen, voll bewirtschaftet; den ganzen Winter über steht ein mit Schlüssel der Sektion (kein AV-Schlüssel) zugänglicher Winterraum für ca. 30 Personen zur Verfügung. Das Stahlhaus ist ganzjährig voll bewirtschaftet, nur nicht am 24. Dezember.

## Besondere Gefahren
Die Große Reibn setzt unbedingt eine stabile Lawinen- und Wettersituation sowie ein beachtliches skifahrerisch-winteralpinistisches Können voraus. Besonders hohe Ansprüche stellt sie jedoch an die Kondition und den Orientierungssinn. Auf der Großen Reibn kommt es nicht selten zu „Verhauern“ (sprich: von der Ideallinie ungewollt abweichenden Varianten), die einen nicht unerheblichen Zeitverlust oder gar eine Gefährdung des Alpinisten mit sich bringen können. Die Begleitung durch einen Bergführer oder einen ortskundigen Große-Reibn-Veteranen ist auf jeden Fall ratsam. Jede Beeinträchtigung der Sichtverhältnisse bedeutet auf der Tour ein nicht zu unterschätzendes Risiko. Bei Nebel gab es bereits Todesfälle durch Absturz.
Man lasse sich auch nicht von der Tatsache irreführen, dass die Große Reibn bisweilen an einem einzigen Tag absolviert wird: Neben einer eisernen Kondition und einer hohen Gehgeschwindigkeit sind für einen solchen Gewaltmarsch auch perfekte Ortskenntnisse (zur Vermeidung von zeitraubenden Umwegen) sowie beste Schnee- und Spurverhältnisse nötig.
Auch bei einer Begehung in zwei oder zweieinhalb Tagen wird die Länge des Teilstücks Stahlhaus – Kärlingerhaus häufig unterschätzt.